# 教学寺
教学寺（きょうがくじ）は、大阪府箕面市の寺。水稲山として、浄土真宗本願寺派で阿弥陀仏を本尊とする。

## 概要
天文元年（1532年）、当村の三嶌吉左ヱ門が本願寺十世證如法主に師事し、剃髪して「教惠」と法名を名乗り、同年8月に道場を創立。
元禄2年（1689年）、四世住職榮玄が西本願寺の認可により教学寺とし、檀家の協力を得て建立した。
十三世住職法城の息子三島海雲はカルピスの創始者で、東京にカルピス製造株式会社設立のため寺を太田弘教師に預けた。境内には記念碑も残っている。

### アクセス
- 阪急バス「稲」から徒歩5分